# Иминогруппа
Иминогру́ппа — молекулярная группа NH. Двухвалентна. Содержится во вторичных аминах и пептидах.
В свободном виде двухвалентный радикал аммиака не существует.
Иминогруппу содержат некоторые аминокислоты, например пролин, который с химической точки зрения является иминокислотой, а не аминокислотой. Свободные аминокислоты содержат в свободном виде аминогруппу, а в связанном — иминогруппу. Пролин же в связанном виде содержит атом азота, соединённый с предыдущим аминокислотным остатком, аминокислотным радикалом, и группой СН.
Иминогруппа входит в состав радикалов некоторых аминокислот.